# Leioclema ahuettensis
Leioclema ahuettensis is een mosdiertjessoort uit de familie van de Leioclemidae. De wetenschappelijke naam van de soort is voor het eerst geldig gepubliceerd in 2008 door Ernst.